# Zygita murinae
Zygita murinae is een krabbensoort uit de familie van de Portunidae. De wetenschappelijke naam van de soort is voor het eerst geldig gepubliceerd in 1971 door Zarenkov.